# Vangavalanos
Los vangavalanos son un grupo étnico que vive disperso por la parte norte de Afganistán. No se dispone de datos sobre su número, aunque un cálculo aproximado los sitúan en unos 5.000.
Su lengua, el inku, pertenece al grupo indio de la familia lingüística indoeuropea. Aunque es también la lengua materna de otros grupos étnicos dispersos en Afganistán (como pikraj, shadizab y jalali), los vangavalanos poseen una identidad étnica propia. Casi todos los vangavalanos adultos son bilingües y hablan dari (el persa que se habla en Afganistán) además de su lengua materna. Mayoritariamente son musulmanes sunnitas de la escuela janafita.
Los jalali son itinerantes, es decir, nómadas no pastores que se dedican principalmente al comercio.
- Datos: Q6159561